# Instituto de Investigación Espacial de la Academia de Ciencias de Rusia
El Instituto de Investigación Espacial de la Academia de Ciencias de Rusia (en ruso: Институт космических исследований Российской академии наук) (ИКИ РАН) es una organización que forma parte de la Academia de Ciencias de Rusia, y que está dedicada a la exploración espacial en beneficio de la humanidad. El instituto se encuentra en Moscú, Rusia.

## Historia y nombre
Anteriormente el instituto era conocido con el nombre de Instituto de Investigación Espacial de la Academia de Ciencias de la Unión Soviética, el instituto fue fundado el 15 de mayo de 1965 por el Consejo de Ministros de la Unión Soviética. En 1992, el instituto recibió el nombre de Instituto Ruso de Investigación Espacial.

## Directores del centro
- Georgiy Ivanovich Petrov (1965-1973)
- Róald Sagdéyev (1973-1988)
- Albert Galeev (1988-2002)
- Lev Matveevich Zelenyi (2002-2018)
- Anatoly Petrukovich (2018-presente)

## Tareas e investigaciones
El instituto lleva a cabo tareas de investigación científica en los campos de la astrofísica, las ciencias planetarias, la física solar, la relación entre el Sol y la Tierra, el plasma cósmico y la geofísica, el instituto también desarrolla y prueba las tecnologías espaciales en colaboración con la Academia de Ciencias de Rusia y la Agencia Federal Espacial Rusa Roscosmos. El instituto se dedica a la investigación científica en las siguientes áreas:
- Archivo de datos de investigación.
- Astronomía de alta energía.
- Biblioteca de datos.
- Ciencias planetarias.
- Ciencias de la Tierra.
- Ciencia espacial.
- Diseño y desarrollo de satélites artificiales.
- Divulgación científica en Internet.
- Estudios sobre el medio interplanetario.
- Estudios sobre el viento solar.
- Física del plasma espacial.
- Física atómica.
- Física molecular.
- Física óptica.